# プレッシャー (ウルトラ怪獣)
- ウルトラシリーズ > ウルトラマンレオ > ウルトラマンレオの登場怪獣 > プレッシャー (ウルトラ怪獣)
- めちゃ×2イケてるッ! > めちゃ×2イケてるッ!のコーナー > プレッシャー (ウルトラ怪獣)

プレッシャーは、特撮テレビドラマ『ウルトラマンレオ』をはじめとする「ウルトラシリーズ」に登場する架空の宇宙人。別名は怪獣人。
本項ではそのパロディであるプレッシャー星人についても記述する。

## 怪獣人 プレッシャー

### 『ウルトラマンレオ』に登場するプレッシャー
『ウルトラマンレオ』第26話「日本名作民話シリーズ！ ウルトラマンキング対魔法使い」に登場。
神出鬼没、宇宙の魔法使いと呼ばれ、念力や手にした万能杖からの光線で他者や物体の動きを止めたり、瞬間移動を駆使したりと、不思議な術を使う宇宙人。顔は能面のような形状で、杖からは破壊光線や噴煙、火炎のほか、後述の縮小光線を発射できる。
最初は人間大で哲夫母子の家を襲うが、MACに妨害されて撤退した後は巨大化して暴れ、駆けつけたレオを縮小光線で人間大に縮小したうえ、杖から出した風船にレオを閉じ込め、一寸法師サイズまで縮小する。その後、街で暴れていたところをMACとレオに攻撃されたうえ、現れたウルトラマンキングによってレオを元の大きさに戻される。キングからレオに授けられたウルトラマントを変形させたレオブレラで腹部を貫かれて硬直し、最後はレオのシューティングビームとキングのキングフラッシャーの連撃で倒される。
- デザインは大澤哲三[7][8]。

### 『大怪獣バトル ウルトラ銀河伝説 THE LIVE』に登場するプレッシャー
『お正月だよ！ ウルトラマン全員集合!!』のライブステージ『大怪獣バトル ウルトラ銀河伝説 THE LIVE』に登場。
自分が作り上げた記憶を奪う水晶玉でギガバトルナイザーを盗み、相方のバルタン星人の侵略の記憶も奪ったことから、独占に成功する。ギガバトルナイザーを盗まれた事情を知ってやってきたウルトラマンゼロの記憶も奪い、今度こそ宇宙を支配しようと企むが、ウルトラマンベリアルにギガバトルナイザーを取り戻される。その後、ウルトラマンダイナに見つかって記憶を奪うが、企みを見破られて敗れる。事件解決後、水晶玉はウルトラマンキングによって割られる。
- このライブステージは『大怪獣バトル ウルトラ銀河伝説 THE MOVIE』の後日談的な内容になっており、同作のプレッシャー星人を意識してか関西弁で喋ることもあった。

### 漫画作品に登場するプレッシャー

#### 『ウルトラジャーニー ツインテール少女とツインテールな僕』に登場するプレッシャー
遠い昔に世界が粉々に分かれた際にその影響を受け、サバトとパルゴという2人の女性に分離している。
黒い魔女サバト
露出の多い黒い衣装を身に着けた褐色肌の魔女。眼球のような意匠が施された杖を所持している。
力の落ちた現在の状況を退屈に感じ、かつての姿を取り戻そうとしており、粉々となった世界の欠片から誕生した数多の世界から「可能性」を奪い、一つに束ね直すことで新たな一つの世界に創り直そうとしている。
時間、心、知恵など「可能性」を奪うごとに力を強めており、怪獣を凶暴化させて使役するなどの能力を見せている。
白い魔女パルゴ
外見はサバトと同一だが衣装が白い。
サバトと共に世界を旅するうちに「可能性」を宿す人々への愛情を育んでおり、様々に分化した現在の世界を残すことと本来の形に戻すことの、どちらが正しいのか迷いを感じている。
破壊性を高めていったサバトを、自分とは異なる存在となったと認識しており、野望を阻止しようとしている。
天候を変化させる、想いを繋げる赤い靴を創造するなどの能力を使用している。
威圧する者（プレッシャー）
サバトが「可能性」を集めたコアの防衛に施した実体のないプレッシャーの姿をした魔力の塊。
光線や噴煙を使うほか、胴体を裂いて腹部にブラックホールを発生させるなどの魔術を使う。

## 実力派中堅芸人 プレッシャー星人
『めちゃ²イケてるッ!』に登場する、『ウルトラマンレオ』の登場怪人である怪獣人プレッシャーのパロディ怪獣。岡村隆史（ナインティナイン）が扮していた。キャラクター誕生の背景には、当時ナイナイがレギュラー出演していた『森田一義アワー 笑っていいとも!』内で、「岡村とプレッシャー星人がそっくり」と投書があったのがきっかけ。元々は初期の本番組コントコーナー「SHORT COOL」のキャラクターだった。その後、「中嶋デスノート」がきっかけで13年振りの復活、独立コーナー化することになった。
岡村自身はコーナーを続けることに消極的な発言をしているが、人気を聞いた円谷プロのオファーにより、本家ウルトラシリーズの劇場作品『大怪獣バトル ウルトラ銀河伝説 THE MOVIE』にプレッシャー星人がカメオ出演を果たした（後述）後、岡村の意向通り早々に終結できるか微妙な情勢の中、同映画への出演を経て体調不良で無期限休養に入った彼の復帰直後に何度か行われた。しかし、やはり岡村の肉体的にも精神的にも負担が大きいことを配慮したのか、まもなく事実上終了となった。
- 出演：岡村隆史（ナインティナイン）

### 『めちゃ²イケてるッ!』に登場するプレッシャー星人

#### 『SHORT COOL』時代
岡村扮する宇宙人「プレッシャー星人」によるシチュエーションコント。普段は才能がある天才怪獣だが、大事な所で緊張してしまい、失敗してしまう。
登場コント
- 「イケてる天才怪獣」（プロ野球チームのスカウト編） - 1996年11月30日放送。
- 「イケてる大ピンチ?!」（ドミノ大会編） - 1997年2月1日放送。

#### 『実力派中堅芸人 プレッシャー星人』時代
「プレッシャー星人」が13年振りに復活。ゲストの応援と称して無理難題に挑戦するというもの。しかし、着ぐるみの構造上非常に動きづらいため、チャレンジには確実に失敗する。そのたびに矢部浩之をはじめ『めちゃイケ』メンバーやゲストには呆れられ、最後は締まりのない状態になって終了する。
ゲスト
番宣目当てで登場。話の途中で番宣を入れることを岡村が「スネークイン」と呼ぶ。
- 上地雄輔
- 小池徹平
- 伊藤淳史
- 大橋のぞみ
- 杉浦太陽
- つるの剛士

#### 『大怪獣バトル ウルトラ銀河伝説 THE MOVIE オーディション』に登場するプレッシャー星人
映画『大怪獣バトル ウルトラ銀河伝説 THE MOVIE』の公開1週間前の『めちゃ²イケてるッ!』内で放送された。
当初は他の怪獣たちからあまり良い印象は持たれておらず、特にバルタン星人にはハサミで小突かれたり、ゼットンには玉乗りをゴール直前に妨害されたりする。逆に自分も監督の坂本浩一に裏口合格を頼み、調子に乗りだしたマグマ星人を不合格にしようとするなどの卑怯な手段に出たものの、最後には全員でマイケル・ジャクソンの「スリラー」をアレンジした「ウルトラー」を踊り、仲良くなる。合格した後には、「脱落したカネゴンも出演させてあげてほしい」と坂本に頼むなど、優しい面も見せる。

### 『大怪獣バトル ウルトラ銀河伝説 THE MOVIE』に登場する怪獣人 プレッシャー星人
映画『大怪獣バトル ウルトラ銀河伝説 THE MOVIE』に登場。
ウルトラマンベリアルが率いる怪獣軍団に紛れ込んでいる宇宙人。「プレッシャー！」と叫びながら、怪獣軍団と共にウルトラ戦士たちに襲いかかる姿が確認できる。その後、ウルトラセブンのワイドショットを受けたメトロン星人の爆発に巻き込まれ、行方不明となる。
かつてウルトラマンレオが戦った怪獣人プレッシャーの別個体で、緊張に弱いらしい。書籍類にウルトラ怪獣として掲載される時の別名は「怪獣人」である。
- 上記の通り、元は岡村が『めちゃイケ』内で演じていたパロディキャラクターで、色彩以外の造形はほとんど同じである。
- 『てれびくん』で連載された漫画版では、この個体ではなく『レオ』に登場した初代の姿をした個体が登場している。